# Марьян (деревня)
 Марьян  — деревня в Атнинском районе Татарстана. Входит в состав Коморгузинского сельского поселения.

## География
Находится в северо-западной части Татарстана на расстоянии приблизительно 7 км по прямой на юг от районного центра села Большая Атня.

## История
Деревня основана в первой половине XVII в. Упоминалась еще как Новая Юльба, Куюк. В XVIII—XIX веках жители занимались заготовкой леса для кораблестроения, их называли лашманцами. В советское время работали колхозы «Кызыл кустарь», «Шахтер».
По сведениям переписи 1897 года, в деревне Куюк (Новая Юльба) Казанского уезда Казанской губернии проживали 729 человек (344 мужчины, 385 женщин), из них 722 мусульманина.

## Население
Постоянных жителей было: в 1782 году — 130 душ мужского пола, 1859—448, 1897—631, 1908—625, 1920—548, 1949—328, 1958—234, 1970—198, 1979—162, 1989—114, в 2002 − 119 (татары 100 %), 110 в 2010.